# Begonia pringlei
Espèce
Synonymes
- Begonia kraussiantha Irmsch.[1]

Begonia pringlei est une espèce de plantes de la famille des Begoniaceae.
L'espèce fait partie de la section Gireoudia.
Elle a été décrite en 1891 par Sereno Watson (1826-1892).

## Répartition géographique
Cette espèce est originaire du pays suivant : Mexique.